# Des O'Brien
Pour les articles homonymes, voir O'Brien.
Pas d'image ? Cliquez ici

a Compétitions nationales et continentales officielles uniquement.

b Matchs officiels uniquement.
Dernière mise à jour le 13 février 2024.
Desmond Joseph O'Brien, plus connu comme Des O'Brien ou DJ O'Brien, né le 22 mai 1919 à Dublin (Irlande) et mort le 26 décembre 2005 à Lasswade, dans le Midlothian (Écosse), est un ancien joueur de rugby à XV. Évoluant au poste de troisième ligne centre, il a disputé 20 matchs avec l'équipe d'Irlande de 1948 à 1952.
Il remporte le Grand Chelem en 1948 au sein d'une brillante équipe qui gagne deux autres fois le Tournoi en 1949 et 1951.

## Équipe nationale
Des O'Brien obtient sa première cape internationale, le 14 février 1948 avec l'équipe d'Irlande, à l’occasion d’un match du Tournoi contre l'équipe d'Angleterre. Son dernier match a lieu le 29 mars 1952 contre les Anglais.
Il participe au Tournoi des Cinq Nations de 1948 à 1952 sans rater une édition.

## Palmarès
- 20 sélections dont 5 fois capitaine
- 1 essai
- 3 points
- Sélections par année : 3 en 1948, 4 en 1949, 4 en 1950, 5 en 1951, 4 en 1952
- Tournois des Cinq Nations disputés : 1948, 1949, 1950, 1951, 1952